# 金丸三郎
金丸 三郎（かねまる さぶろう、1914年（大正3年）2月8日 - 2007年（平成19年）8月15日）は、日本の官僚、政治家。自治事務次官、鹿児島県知事、自由民主党参議院議員、総務庁長官、参議院協会会長、財団法人井上育英会顧問を務めた。
位階は従三位。勲等は勲一等瑞宝章。学位は法学士（東京大学）。称号は特定非営利活動法人日本居合道連盟名誉範士。

## 来歴・人物
鹿児島県出水市出身。鹿児島県立第一鹿児島中学校（のち鹿児島県立鶴丸高等学校）、第七高等学校造士館（のち鹿児島大学）を経て、東京帝国大学（のち東京大学）法学部卒業後の1938年（昭和13年）、内務省入省（地方局配属）。長官官房長、税務局長、鹿児島県副知事を経て自治事務次官。1967年（昭和42年）4月から鹿児島県知事、1977年（昭和52年）3月に鎌田要人に交代するまで連続3期鹿児島県知事の任にあった。1973年（昭和48年）に始まった鹿児島県での「白黒論争」（鹿児島県の養豚の是非を問う論争で、当初は県庁内部の論争だったのが、瞬く間に県内全体に広がって農家・非農家の区別を超えて3、4年続いた）では、黒豚を残す決断をしている。
その後、国政に場を変え1977年（昭和52年）、鹿児島地方区から参院選に初当選。1989年（平成元年）に引退するまで当選2回。1988年（昭和63年）12月27日から1989年（平成元年）6月3日まで竹下改造内閣の総務庁長官を務めた。
2007年（平成19年）8月15日、老衰のため死去。享年93歳。叙従三位。

## 著書
- 『實例判例挿入地方自治法講義』（鈴木俊一との共著（講述）） 1947年 東光出版社
- 『新選挙制度論』 1966年 政経書院
- 『美意延年』 1974年 南日本新聞出版印刷／刊行 春苑堂書店／発売 
  - ほか多数

## 栄典
1989年（平成元年）- 勲一等瑞宝章受章